# Райгородка (Сватівський район)
Райгоро́дка — село в Україні, у Коломийчиській сільській громаді Сватівського району Луганської області. Населення становить 615 осіб. Колишній орган місцевого самоврядування — Райгородська сільська рада.
Село постраждало внаслідок геноциду українського народу, вчиненого урядом СРСР у 1932—1933 роках, кількість встановлених жертв — 136 людей.

## Географія
Селом тече Балка Прохорчанськ.

## Населення

### Мова
Розподіл населення за рідною мовою за даними перепису 2001 року:
| Мова            | Кількість | Відсоток |
| --------------- | --------- | -------- |
| українська      | 587       | 95.45%   |
| російська       | 24        | 3.90%    |
| румунська       | 2         | 0.33%    |
| білоруська      | 1         | 0.16%    |
| інші/не вказали | 1         | 0.16%    |
| Усього          | 615       | 100%     |

## Також
- Перелік населених пунктів, що постраждали від Голодомору 1932-1933, Луганська область